# Луцький ремонтний завод
Луцький ремонтний завод — завод у місті Луцьк, УРСР.

## Історія
2 лютого 1949 року Рада Міністрів УРСР приймає Постанову "Про реорганізацію міжрайонних майстерень капітального ремонту Міністерства сільського господарства УРСР у ремонтні заводи та їх будівництво". Луцьк потрапляє до списку міст, в яких, на переконання вищого партійного керівництва, і необхідно створити такі заводи. 
Будівництво було розпочато у 1951 році.
Згідно з наказом Міністерства сільського господарства Української Радянської Соціалістичної Республіки, Луцький ремонтний завод ввели в експлуатацію 25 серпня 1955 року. 
Штат працівників 238 є запасні частини до автомобілів ГАЗ-51 та ГАЗ-63, виготовляється ремонтне обладнання, що йде на потреби Міністерства сільського господарства. Виробничі площі налічують майже 2,5 тисяч квадратних метрів.
Четверта сесія Верховної Ради Української РСР приймає Закон "Про вдосконалення організації управління промисловістю і будівництвом в УРСР", а з ним постає нова система – раднаргоспів. Луцький ремонтний завод переводять у підпорядкування Управління загального машинобудування Львівського раднаргоспу. 
3 вересня 1959 року Луцький ремонтний завод він стає машинобудівним.